# 1748
Năm 1748 (số La Mã: MDCCXLVIII) là một năm nhuận bắt đầu từ ngày thứ hai trong lịch Gregory (hoặc một năm nhuận bắt đầu từ ngày thứ sáu của lịch Julius chậm hơn 11 ngày).

## Mất
Hiếu Hiền Thuần Hoàng Hậu-nguyên phối Thanh Cao Tông Càn Long Hoàng Đế qua đời